# Franci hydroxide
Franci hydroxide là một hợp chất vô cơ giả định có công thức hóa học là FrOH. Nó là một base của franci.

## Điều chế
Nó có thể được điều chế bằng cách cho kim loại franci phản ứng với nước:
2Fr + 2H2O → 2FrOH + H2
Phản ứng này có thể gây nổ. Tính kiềm của franci hydroxide được dự đoán là mạnh hơn caesi hydroxide.